# Thlaspi
Thlaspi  L. 1753 è un genere di piante spermatofite dicotiledoni appartenenti alla famiglia delle Brassicacee (o Cruciferae), dall'aspetto di piccole erbacee annuali o perenni dai caratteristici fiori a quattro petali disposti a croce.

## Etimologia
Il nome generico (Thlaspi), secondo Dioscoride Anazarbeo, deriva dal verbo greco thlaò ('io schiaccio', 'comprimo') e allude probabilmente alle forme discoidali appiattite del frutto, molto più evidente del fiore stesso.

## Descrizione
Le piante di questo genere normalmente non superano i 50 cm di altezza (almeno per le specie europee). Sono glabre e glauche (raramente pubescenti). Le forme biologiche prevalenti sono terofite scapose (T scap) oppure emicriptofite scapose (H scap).

### Radici
Nella maggioranza delle specie le radici sono del tipo a fittone.

### Fusto
Il fusto in genere è eretto, semplice o ramoso. In qualche specie il fusto è rossiccio. 

### Foglie
Può essere presente una rosetta basale di foglie. Mentre le foglie cauline sono disposte in modo alterno ed eretto (a volte sono quasi parallele al fusto); sono inoltre amplessicauli e in qualche caso sono anche sagittate e auricolate. In tutti i casi la lamina delle foglie è intera; eventualmente i bordi sono dentati. La forma può essere lanceolata oppure spatolata.

### Infiorescenza

Infiorescenza (Thlaspi arvense)

L'infiorescenza, priva di brattee ma anche di foglie normali, è un racemo ombrelliforme con piccoli fiori bianchi o rosei. In questa infiorescenza non esiste un fiore apicale. I fiori sono dotati di peduncoli  eretti o patenti. Durante la fruttificazione l'infiorescenza si allunga.
I fiori sono ermafroditi, attinomorfi (in realtà sono fiori dissimmetrici – a due piani di simmetria) e tetrameri (calice e corolla composti da 4 parti). 
- Formula fiorale:

* K 2+2, C 4, A 2+4, G 2 (supero)
- Calice: il calice è formato da quattro sepali, eretti e a due a due ravvicinati ma divisi (dialipetali). I sepali non sono persistenti. Generalmente il colore dei sepali è scuro (bruno, rossiccio o verdastro).
- Corolla: la corolla è composta da quattro petali, alternati ai sepali, disposti in croce e tutti uguali fra di loro; la forma dei petali normalmente è obovata.
- Androceo: gli stami sono sei (androceo tetradinamo: 2 corti più esterni e 4 lunghi più interni) liberi senza appendici; sono inoltre privi di denti e non sono appiattiti. Le antere hanno una forma ovato-cordata e alla sommità sono apicolate (terminati con una punta più o meno robusta). Il colore degli stami normalmente è giallo. I nettari sono intrastaminali.
- Gineceo: l'ovario bi-loculare è supero formato da due carpelli sincarpici. In ogni carpello per proliferazione della placenta si forma un setto divisorio “replo” o “replum” che è persistente dopo la caduta dei semi. L'ovario ha una forma ellittica o ovoide. Per ogni loggia ci sono molti ovuli in posizione pendula. Lo stilo è mediamente lungo mentre lo stimma è a capocchia sub-bilobata.
- Impollinazione: l'impollinazione è entomogama (è possibile anche una autogamia tramite gli stami più corti).

### Frutti
Il frutto consiste in una siliquetta deiscente non articolata (suddivisa in segmenti) peduncolata e generalmente glabra. La siliquetta può essere più o meno alata. Rispetto al fusto è in posizione patente e sporge in fuori (a volte le siliquette sono orientate tangenzialmente al fusto). La forma è discoide appiattita (generalmente obcordata o oblunga o obcuneata),  divisa in due porzioni o logge (derivate da due carpelli  iniziali) con carenatura centrale e incavata alla sommità. L'apertura avviene tramite due valve lasciando visibile al centro il ”replum” con i rispettivi semi. I semi (non alati ma rugosi) sono fissati lateralmente e sono da 2 a 16 per ogni loggia (il numero varia secondo la specie); non hanno endosperma e l'embrione contenuto è oleifero con due cotiledoni (= tegumenti - tessuti protettivi).

## Distribuzione e habitat
Le specie di questo genere sono diffuse soprattutto in Eurasia; alcune specie sono state introdotte e si sono naturalizzate inAmerica (Canada, Stati Uniti, Guatemala, Honduras, Colombia, Bolivia, Brasile, Argentina, Cile), in Africa del Nord (Marocco e Algeria) e Sudafrica, e in Australia (Nuovo Galles del Sud, Victoria).
Prediligono i luoghi erbosi, parzialmente coltivati (pascoli), oppure i luoghi sassosi e rupestri a substrato calcareo; le quote che frequentano possono arrivare fino (e oltre) a 2000 m s.l.m..

## Tassonomia
Il genere comprende le seguenti specie
- Thlaspi armenum N.Busch
- Thlaspi arvense L.
- Thlaspi brevistylum Mutel
- Thlaspi ceratocarpum (Pall.) Murray
- Thlaspi huetii Boiss.
- Thlaspi inhumile Ponert
- Thlaspi kochianum F.K.Mey.
- Thlaspi roseolum N.Busch
- Thlaspi syriacum Bornm.

### Specie spontanee della flora italiana
In Italia è presente una sola specie:.
- Thlaspi arvense L. - Erba storna comune : la pianta è glabra; i frutti sono larghi 11 – 16 mm, ed hanno una profonda e stretta insenatura nella parte apicale. L'altezza della pianta è di 30 – 60 cm; il ciclo biologico è annuo; la forma biologica è terofita scaposa (T scap); il tipo corologico è Ovest – Asiatico; l'habitat tipico sono i campi di cereali, gli orti e zone ruderali; la diffusione sul territorio italiano è completa (a parte le isole); la diffusione altitudinale va da 50 fino a 2200 m s.l.m..

### Binomi obsoleti
Molte altre specie in passato attribuite al genere Thlaspi sono attualmente collocate in altri generi:
- Thlaspi abulense Pau = Jonopsidium abulense (Pau) Rothm.
- Thlaspi africanum Burm.f.  = Lepidium africanum (Burm.f.) DC.
- Thlaspi alliaceum L. = Mummenhoffia alliacea (L.) Esmailbegi & Al-Shehbaz
- Thlaspi alpestre Jacq. = Noccaea alpestris (Jacq.) Kerguélen
- Thlaspi alpestre L. = Noccaea caerulescens (J.Presl & C.Presl) F.K.Mey.
- Thlaspi alpinum (Crantz) Crantz = Noccaea alpestris (Jacq.) Kerguélen
- Thlaspi amarum (L.) Crantz = Iberis amara L.
- Thlaspi ambiguum Jord. ex F.W.Schultz = Noccaea caerulescens subsp. caerulescens
- Thlaspi arenarium Jord. ex F.W.Schultz = Noccaea caerulescens subsp. caerulescens
- Thlaspi arvernense Jord. ex Boreau  = Noccaea caerulescens subsp. caerulescens
- Thlaspi beugesiacum Jord. = Noccaea montana (L.) F.K.Mey.
- Thlaspi bonariense (L.) Poir. = Lepidium bonariense L.
- Thlaspi brachypetalum Jord. = Noccaea caerulescens subsp. brachypetala
- Thlaspi bursa-pastoris L.  = Capsella bursa-pastoris (L.) Medik.
- Thlaspi caerulescens J.Presl & C.Presl = Noccaea caerulescens (J.Presl & C.Presl) F.K.Mey.
- Thlaspi calaminare (Lej.) Lej. & Courtois = Noccaea caerulescens subsp. calaminaris (Lej.) Holub
- Thlaspi campestre L.  = Lepidium campestre (L.) W.T.Aiton
- Thlaspi carneum Banks & Solander  = Aethionema carneum (Banks & Sol.) B.Fedtsch.
- Thlaspi cartilagineum J.Mayer = Lepidium cartilagineum (J.Mayer) Thell.
- Thlaspi cepaeifolium (Wulfen) W.D.J.Koch = Noccaea cepaeifolia (Wulfen) Rchb.
- Thlaspi coronopifolium J.P.Bergeret  = Teesdalia coronopifolia (J.P.Bergeret) Thell.
- Thlaspi corymbosum (J.Gay) Rchb.  = Noccaea corymbosa (J.Gay) F.K.Mey.
- Thlaspi cuneatum Stokes = Capsella bursa-pastoris (L.) Medik.
- Thlaspi divaricatum (Aiton) Poir. = Lepidium africanum (Burm.f.) DC.
- Thlaspi erraticum Jord. = Microthlaspi erraticum (Jord.) T.Ali & Thines
- Thlaspi firmiense (F.K.Mey.) Greuter & Burdet = Noccaea caerulescens subsp. caerulescens
- Thlaspi gaudinianum Jord. = Noccaea caerulescens subsp. caerulescens
- Thlaspi graminifolium (L.) Poir. = Lepidium graminifolium L.
- Thlaspi grandiflorum Fauche & Chaub. = Capsella grandiflora (Fauche & Chaub.) Boiss.
- Thlaspi heterophyllum DC. = Lepidium heterophyllum Benth.
- Thlaspi hirsutum Lam. = Lepidium campestre (L.) W.T.Aiton
- Thlaspi hirtum L. = Lepidium hirtum (L.) Sm.
- Thlaspi huteri Pernh. = Noccaea caerulescens subsp. caerulescens
- Thlaspi improperum Jord. = Noccaea perfoliata (L.) Al-Shehbaz
- Thlaspi infestum Salisb.  = Capsella bursa-pastoris subsp. bursa-pastoris
- Thlaspi kovatsii Heuffel = Noccaea kovatsii (Heuff.) F.K.Mey.
- Thlaspi lerescheanum (Burnat) A.W. Hill = Noccaea corymbosa (J.Gay) F.K.Mey.
- Thlaspi lotharingum Jord. = Noccaea montana (L.) F.K.Mey.
- Thlaspi macrophyllum Hoffm. = Pachyphragma macrophyllum (Hoffm.) N.Busch
- Thlaspi martiale Jord. = Noccaea perfoliata (L.) Al-Shehbaz
- Thlaspi minimum Ard. = Noccaea minima (Ard.) F.K.Mey.
- Thlaspi montanum L. = Noccaea montana (L.) F.K.Mey.
- Thlaspi muretii Gremli = Noccaea caerulescens subsp. caerulescens
- Thlaspi nasturtium Bergeret = Lepidium sativum L.
- Thlaspi neglectum Crép. = Noccaea perfoliata (L.) Al-Shehbaz
- Thlaspi nemoricola Jord. = Noccaea caerulescens subsp. brachypetala (Jord.) Tzvelev
- Thlaspi nudicaule (L.) Desf. = Teesdalia nudicaulis (L.) W.T.Aiton
- Thlaspi occitanicum Jord. = Noccaea caerulescens subsp. caerulescens
- Thlaspi perfoliatum L. = Noccaea perfoliata (L.) Al-Shehbaz
- Thlaspi petraeum (L.) Ces., Pass. & Gibelli = Hornungia petraea (L.) Rchb.
- Thlaspi pinnatum (L.) Noulet = Iberis pinnata L.
- Thlaspi pollichii Poir. = Lepidium graminifolium L.
- Thlaspi praecox Wulfen = Noccaea praecox (Wulfen) F.K.Mey.
- Thlaspi pratulorum Gand. = Noccaea perfoliata (L.) Al-Shehbaz
- Thlaspi procumbens (L.) Lapeyr. = Hornungia procumbens (L.) Hayek
- Thlaspi prolongoi Boiss. = Jonopsidium prolongoi (Boiss.) Batt.
- Thlaspi pygmaeum Jord.  = Noccaea brevistyla (DC.) Steud.
- Thlaspi repens Maire = Noccaea rotundifolia (L.) Moench
- Thlaspi rotundifolium (L.) Gaudin = Noccaea rotundifolia (L.) Moench
- Thlaspi rubellum (Reut.) Loret & Barrandon = Capsella rubella Reut.
- Thlaspi ruderale (L.) All. = Lepidium ruderale L.
- Thlaspi salisii Brügger = Noccaea caerulescens subsp. brachypetala (Jord.) Tzvelev
- Thlaspi sativum (L.) Crantz = Lepidium sativum L.
- Thlaspi saxatile L. = Aethionema saxatile (L.) W.T.Aiton
- Thlaspi scapiflorum Viv. = Lepidium hirtum subsp. oxyotum (DC.) Thell.
- Thlaspi schrankii J.F.Gmel. = Capsella bursa-pastoris subsp. bursa-pastoris
- Thlaspi spathulatum Gaterau = Noccaea montana (L.) F.K.Mey.
- Thlaspi sylvestre Jord. = Noccaea caerulescens subsp. caerulescens
- Thlaspi sylvium Gaudin = Noccaea sylvia (Gaudin) F.K.Mey.
- Thlaspi tallonis Sennen = Noccaea caerulescens subsp. caerulescens
- Thlaspi tenuifolium Lam. = Lepidium ruderale L.
- Thlaspi umbellatum (L.) Crantz = Iberis umbellata L.
- Thlaspi verlotii Jord. = Noccaea caerulescens subsp. brachypetala (Jord.) Tzvelev
- Thlaspi villarsianum Jord.   = Noccaea caerulescens subsp. caerulescens
- Thlaspi virens Jord. = Noccaea caerulescens subsp. virens (Jord.) Kerguélen
- Thlaspi virgatum Godr. = Noccaea caerulescens subsp. brachypetala (Jord.) Tzvelev
- Thlaspi virginicum (L.) Cav. = Lepidium virginicum L.
- Thlaspi vulcanorum Lamotte = Noccaea caerulescens subsp. brachypetala (Jord.) Tzvelev
- Thlaspi vulgatum Roucel = Lepidium campestre (L.) W.T.Aiton